# Meillant
Meillant è un comune francese di 673 abitanti situato nel dipartimento del Cher, nella regione del Centro-Valle della Loira.

## Storia

### Simboli
Il comune non ha ancora adottato nessuno stemma.

## Monumenti e luoghi d'interesse
- Castello di Meillant

## Clima
Il clima è caratterizzato da primavere temperate, da estati secche e fresche ma a tratti afose, autunni umidi e inverni a carattere continentale.
Raramente si riscontrano forti temporali, mentre la foschia mattutina è presente soprattutto nei mesi autunnali.

## Società

### Evoluzione demografica
Abitanti censiti